# Rio Aisén
Rio Aisén (Rio Aysén) – rzeka w Chile leżąca w regionie Aysén w Andach Patagońskich. Ciek powstaje w wyniku połączenia rzek Simpson i Mañiguales i uchodzi do Oceanu Spokojnego poprzez fiord Aysén. Jedynym miastem leżącym nad rzeką jest Puerto Aisén, poniżej ujścia leży port Chacabuco.  